# Виноградненский сельский совет (Токмакский район)
Виноградненский сельский совет (укр. Виноградненська сільська рада) — входит в состав
Токмакского района
Запорожской области
Украины.
Административный центр сельского совета находится в 
с. Виноградное.

## История
- 1993 — дата образования.

## Населённые пункты совета
- с. Виноградное
- с. Благодатное